# 池田誠剛
池田誠剛（日语：／ Ikeda Seigo，1960年12月16日—），生於日本琦玉縣，已退役日本足球運動員兼亞洲著名體適能教練，前亞冠盃冠軍成員，首位日本人擔任南韓國家隊教練，現時擔任日本足球聯賽球會FC今治體能教練。

## 教練生涯
池田誠剛生於日本琦玉縣，早年入讀早稻田大學時加入足球隊，畢業後的球員時代效力古河電氣工業並在1986年贏得亞冠盃。29歲時因傷退役。其後在古河電氣工業、千葉市原、橫濱水手及浦和紅鑽等日本球會擔任體適能教練，2009年起任南韓U20、U23隊體能教練，幫助主教練洪明甫協助南韓贏得2010年廣州亞運銅牌及2012年倫敦奧運銅牌，成為首位以日本人身份為南韓國家隊效力的教練更因此出書剖白感受， 
於2013年初獲岡田武史邀請出任中超球會杭州綠城體能教練，在7月再獲洪明甫邀請出任南韓國家隊體能教練備戰2014年巴西世界盃，直到2015年5月底獲香港代表隊教練金判坤邀請來港與香港足總簽訂短期合約備戰2018年世界盃亞洲區外圍賽， 帶領香港有好成績之餘更廣受球員認同，因與家人分隔兩地無法留港長期任職而婉拒香港足總開出長約的池田誠剛於2015年11月17日港中大戰後與香港隊道別回國加盟FC東京，於2017年1月重返杭州綠城。

## 榮譽
古河電氣工業
- 亞冠盃冠軍（1986）

南韓
- 廣州亞運銅牌（2012）
- 2012年倫敦奧運銅牌（2012）